# Himlštejn
Himlštejn je zřícenina hradu na výrazném vrcholu Nebesa asi jeden kilometr severozápadně od obce Stráž nad Ohří v nadmořské výšce 638 metrů v Doupovských horách v okrese Karlovy Vary. Dochovaly se z něj zejména portály dvou bran, část obytné věže, fragmenty paláců a opevnění. Od roku 1964 je chráněn jako kulturní památka.

## Historie
Okolí hradu spravované proboštstvím v Boči patřilo do roku 1357 benediktinskému klášteru v Postoloprtech a potom se stalo součástí panství hradu Hauenštejn. Část tohoto panství získal Vilém z Ilburka a před rokem 1434 na něm nechal postavit hrad, který nazval Himmelstein (Nebeská skála) jako protiklad k sousední osadě Peklo. Vilém získal ještě před rokem 1437 i zbývající část hornohradského panství, přesídlil na tamější hrad a na Himlštejně poté sídlil jen purkrabí. Pravděpodobně v letech 1448–1449 Vilém oba hrady prodal rytíři Jindřichu z Weidenu, ale už v roce 1470 se uvádí jako jejich majitel Hylprant Satanéř z Drahovic.

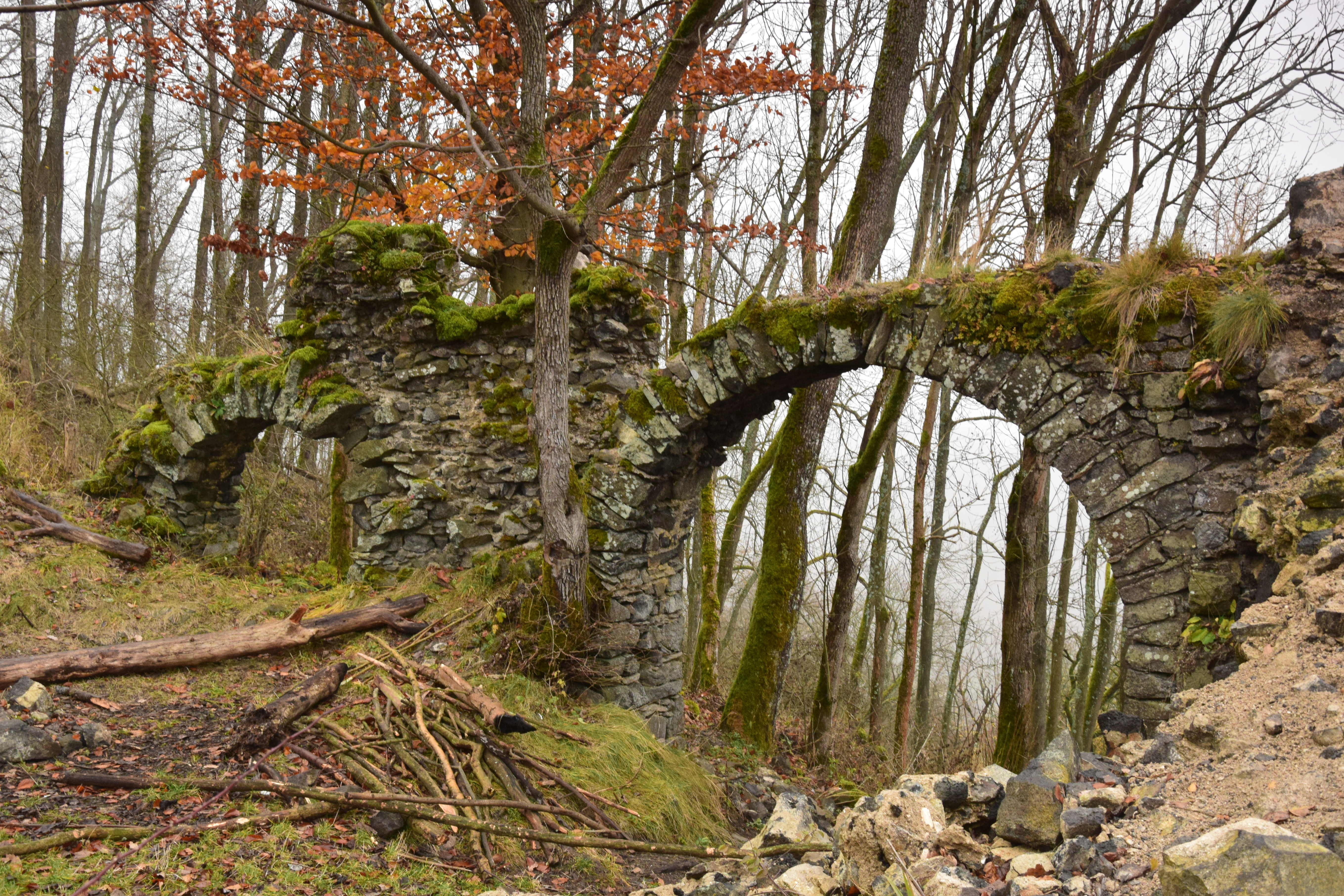
Druhá brána s brankou do parkánu

Jeho syn Oldřich zdědil Himlštejn a před rokem 1497 ho nechal přestavět. Oldřich zemřel po roce 1507 a jeho sedm synů hrad roku 1528 prodalo Jindřichu Šlikovi. Ten téhož roku zemřel a hrad později získal jeho starší syn Kašpar. Na hradě pravděpodobně nebydlel, neudržoval ho a za účast na v odboji českých stavů proti Ferdinandovi I. musel svobodné panství se zpustlým hradem převést v manství a pod léno králi. Až král Maxmilián na žádost Kašparova syna Bedřicha hrad z manství roku 1574 propustil a hrad byl opraven. Bedřich hrad prodal roku 1588 Šimonu Ungnadovi ze Sonneku a ten roku 1592 Kryštofu z Fictumu a na Klášterci. Hrad přestal být po připojení ke kláštereckému panství obýván a roku 1653 je již zmiňován pouze hradní vrch.

## Stavební podoba

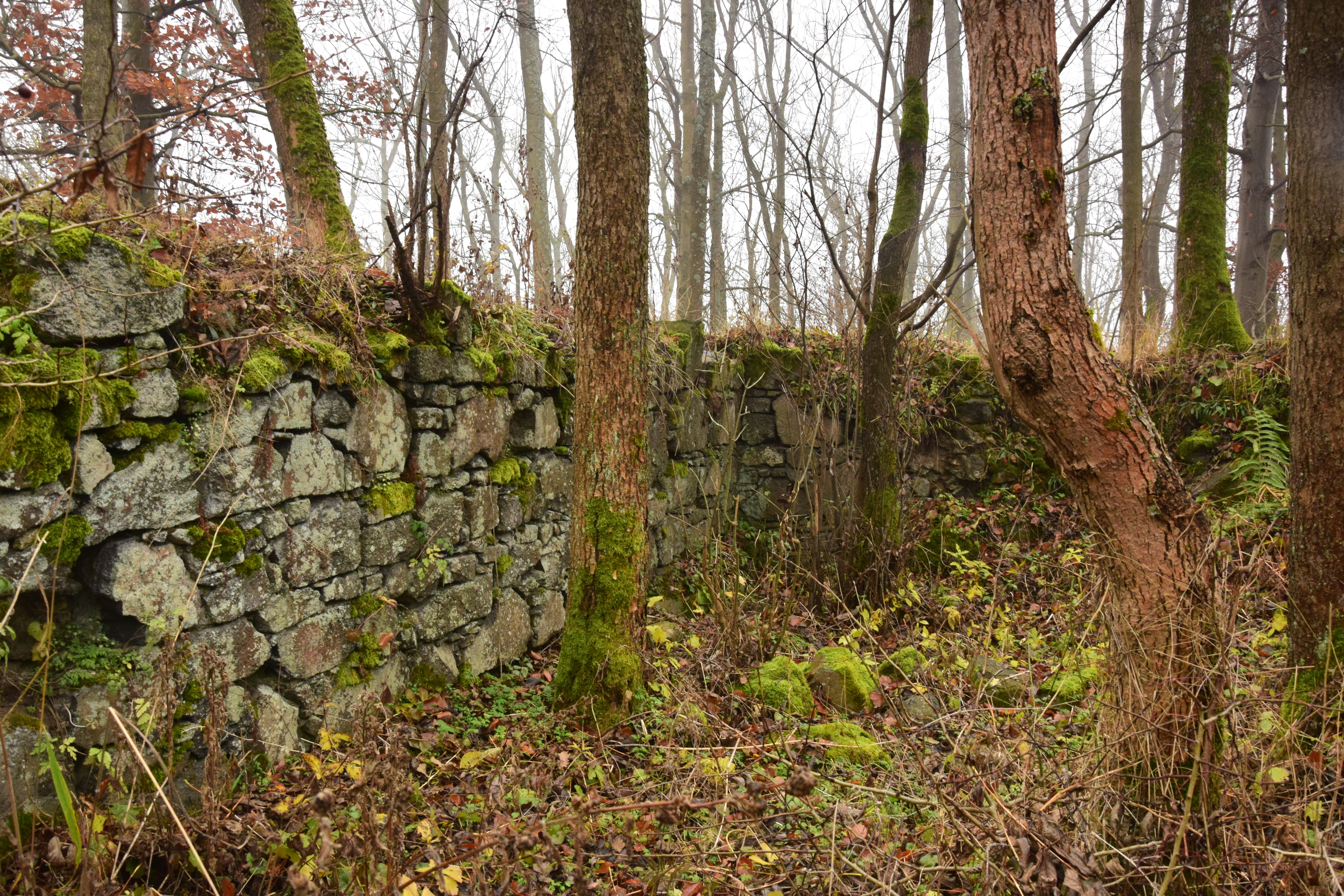
Torzo budovy v hradním jádře

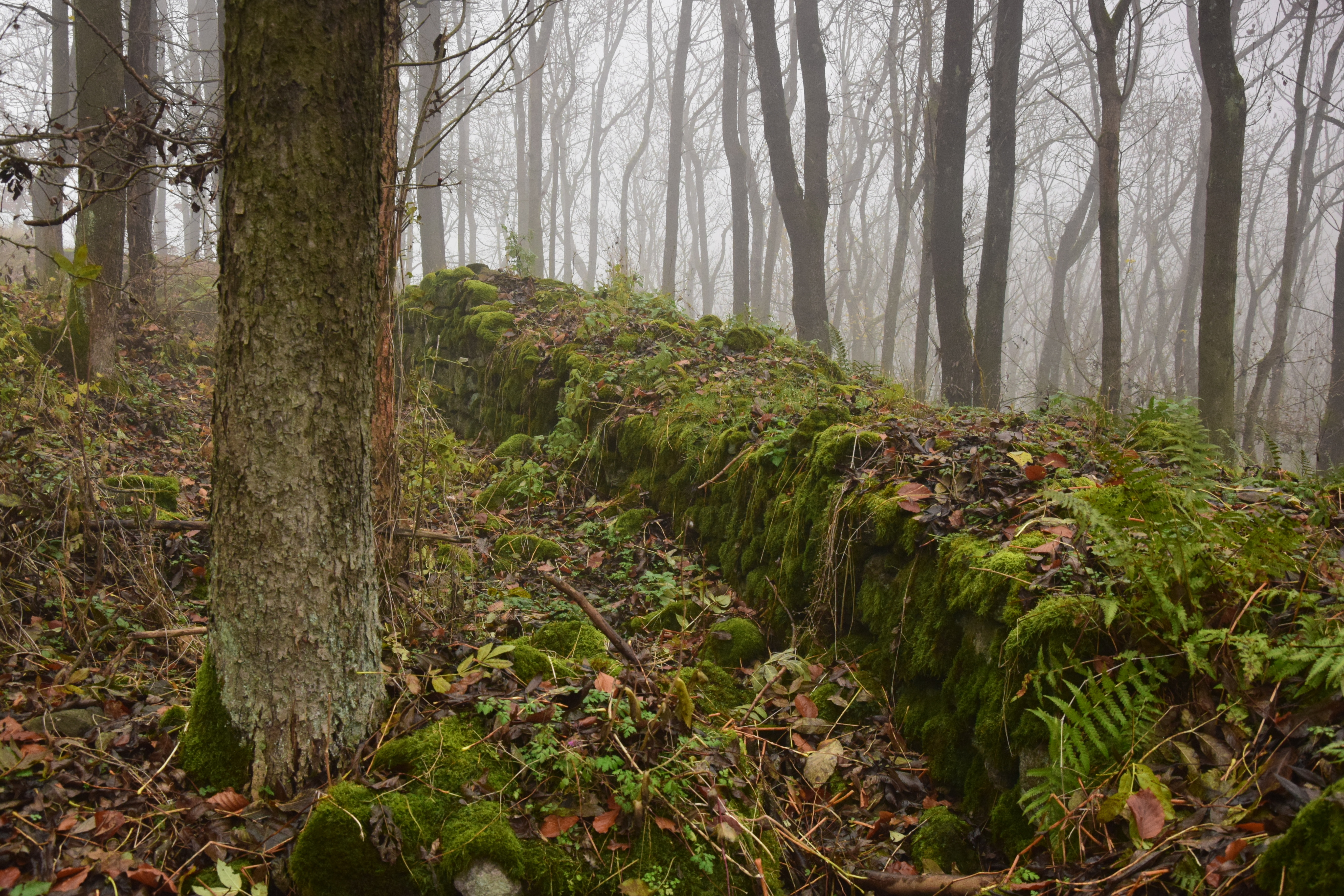
Východní hradba z na sucho kladených kamenů

Přístupová cesta hluboko pod hradním jádrem překonala příkop a prošla bránou postavenou při přestavbě na konci patnáctého století. Vlastní brána se nedochovala, ale zůstaly fragmenty části zdiva k ní přistavěné strážnice. Cesta potom vystoupila k další bráně, jejíž oblouk se dochoval dosud. Brána se uzavírala vraty se závorou, po které zůstala kapsa ve zdi. Z jedné strany bránu chránila mělká bašta a z druhé strany k ní byla přistavěna obytná věž, která je dnes nejvýraznějším zbytkem hradu. Dochoval se z ní suterén a většina přízemního zdiva. Tato obytná věž (donjon) měla nejenom obytnou funkci, ale vzhledem ke své poloze i obrannou úlohu.
V těsné blízkosti druhé brány hradbu prolomila menší dochovaná brána, která zpřístupňovala parkán a umožňovala do něj zavážet děla. Parkán vznikl stavbou zdi z nasucho kladených kamenů. V prostoru nad první bránou hradba vybíhala v mohutnou lichoběžníkovou baštu. Zeď podobné konstrukce spojovala obytnou věž s první bránou a chránila tak přístupovou cestu od jihu.
Teprve za věží začíná stavba původního hradu z první poloviny patnáctého století. Za částečně dochovaným příkopem se nacházelo protáhlé předhradí bez dochovaných staveb. Terén za předhradím stoupá k vrcholu kopce s hradním jádrem, ve kterém se dochovaly pouze drobné zbytky dvou obdélných budov.
Poloha hradu je reakcí na rozvoj účinného dělostřelectva během husitských válek, kdy stavitel zareagoval upřednostněním obranné složky před obytnou funkcí umístěním hradu na vrchol neohrozitelný palbou děl.

## Přístup
Zřícenina hradu je přístupná po cestě značené zelenou turistickou značkou. Ze Stráže nad Ohří cesta stoupá úbočím Nebeského vrchu k rozcestníku Nebesa. Odtud vede na vrchol se zříceninou významová odbočka. Celková délka cesty je od nádraží ve Stráži 2,5 km.